# Zhang Sipeng
Zhang Sipeng (en chino tradicional, 張思鵬; en chino simplificado, 张思鹏; pinyin, Zhāng Sīpéng; Wade-Giles, Chang Szu-p'eng) (Haidian, Pekín, China, 14 de mayo de 1987) es un futbolista chino. Juega como guardameta y su actual equipo es el Guizhou Hengfeng de la Primera Liga China.

## Carrera futbolística
En 2007 Zhang Sipeng comenzó su carrera futbolística profesional en el Beijing Guoan de la Super Liga China. Se convirtió rápidamente en titular del equipo en su primera liga en el equipo y ha siempre ha jugado suplente de Yang Zhi, portero de primera elección. Haría finalmente su debut de liga para el Beijing el 13 de junio de 2009 en un partido ante el Tianjin Teda F.C. que vio ganar al Beijing 1-0.